# رولاند داي
رولاند داي (بالإنجليزية: Rowland Day)‏ هو سياسي أمريكي، ولد في 6 مارس 1779 بتشيستر في الولايات المتحدة، وتوفي في 23 ديسمبر 1853 بمورافيا في الولايات المتحدة. حزبياً، نشط في الحزب الديمقراطي. وقد انتخب عضو جمعية ولاية نيويورك وانتخب عضو مجلس النواب الأمريكي.